# Anisodes endospila
Anisodes endospila är en fjärilsart som beskrevs av Louis Beethoven Prout 1920. Anisodes endospila ingår i släktet Anisodes och familjen mätare. Inga underarter finns listade i Catalogue of Life.